# Popis hrvatskih veleposlanika u Švedskoj
Republika Hrvatska i Kraljevina Švedska održavaju diplomatske odnose od 29. siječnja 1992. Sjedište veleposlanstva je u Stockholmu.

## Veleposlanici
Veleposlanstvo Republike Hrvatske u Kraljevini Švedskoj osnovano je odlukom predsjednika Republike od 11. ožujka 1992
| Veleposlanik      | Postavljenje        | Opoziv              | Sjedište  |
| ----------------- | ------------------- | ------------------- | --------- |
| Damir Perinčić    | 2. travnja 1993.    | 1. rujna 1996.      | Stockholm |
| Mladen Ibler      | 16. rujna 1996.     | 31. listopada 1999. | Stockholm |
| Branko Caratan    | 20. prosinca 2000.  | 31. listopada 2004. | Stockholm |
| Svjetlan Berković | 21. studenoga 2004. | 8. veljače 2009.    | Stockholm |
| Vladimir Matek    | 9. veljače 2009.    | 31. srpnja 2013.    | Stockholm |
| Anica Djamić      | 1. lipnja 2014.     | 30. rujna 2018.     | Stockholm |
| Siniša Grgić      | 16. siječnja 2019.  |                     | Stockholm |

## Vanjske poveznice
- Švedska na stranici MVEP-a